# Fürst Woronzeff
Pour plus de détails, voir Fiche technique et Distribution.
Fürst Woronzeff est un film allemand réalisé par Arthur Robison, sorti en 1934.

## Synopsis
Au casino de Monte-Carlo, la belle Diane Morell rencontre le baron von Naydek, qu'elle prend pour son amant disparu, le prince russe Woronzeff. L'erreur est rapidement résolue. Naydek et Woronzeff se ressemblent comme deux gouttes d'eau et sont amis. Ils ne se sont toutefois pas vus depuis quinze ans. Woronzeff, désormais gravement malade du cœur, s'est retiré dans son palace de Cannes. Sa fille de 18 ans, Nadja, disparue il y a 14 ans dans la tourmente de la révolution russe, doit maintenant craindre d'être dépossédée de son héritage par la parenté du prince, avide d'argent. Woronzeff se sent trop faible pour lutter contre les intrigants voleurs d'héritage et demande à son vieil ami Naydek d'endosser temporairement le rôle de prince afin de faire valoir les droits de Nadja.
Pendant ce temps, Diane, l'ex-petite amie du prince, comprend l'inversion des rôles, mais garde le secret pour elle. Depuis longtemps, elle est tombée amoureuse de Naydek, un joueur audacieux. De son côté, Naydek a de plus en plus de mal à assumer son prétendu rôle de père, car il est désormais amoureux de la jeune Nadja. Entre-temps, Voronzeff est mort et Naydek est contraint de continuer à jouer son rôle pour une durée indéterminée. Désormais orpheline, Nadja adore son "père", qui n'attend que d'avouer ses vrais sentiments à sa "fille". Lorsque Naydek se rend compte que Nadja ne l'aime pas, mais qu'elle aime son jeune frère Otto, il quitte le terrain. Il réalise qu'il a trouvé en Diane une nature semblable à la sienne. Pour le monde, le faux prince met en scène un accident de bateau afin de commencer une nouvelle vie avec Diane. Aventureux, beaux et passionnés, les deux naviguent vers un avenir commun.

## Fiche technique
- Titre : Fürst Woronzeff
- Réalisation : Arthur Robison
- Scénario : Arthur Robison et Walter Supper d'après le roman de Margot von Simpson
- Photographie : Otto Baecker et Günther Rittau
- Musique : Hans-Otto Borgmann
- Direction artistique : Erich Kettelhut et Max Mellin (en)
- Pays de production :  Reich allemand
- Format : Noir et blanc 35 mm — 1,37:1 — Son : Mono
- Durée : 85 minutes
- Date de sortie : 1934

## Distribution
- Albrecht Schoenhals (en) : le prince Woronzeff / le baron Franz von Naydek
- Hansi Knoteck (en) : Nadja Woronzeff
- Heinrich Berg : Otto von Naydek
- Willy Birgel : Petroff, le secrétaire de Woronzeff
- Brigitte Helm : Diane Morell
- Amanda Lindner : Tante Lydia
- Fritz Odemar : Oncle Gregor
- Jakob Tiedtke : Oncle Iwan
- Günther Lüders : le cousin Boris
- Vladimir Sokoloff : Petroff
- Walther Ludwig : le chanteur
- Adele Sandrock